# Miruše (Bileća, BiH)
Miruše su naseljeno mjesto u općini Bileća, Republika Srpska, Bosna i Hercegovina.

## Stanovništvo

### Popisi 1971. – 1991.
| Miruše        |             |             |              |
| godina popisa | 1991.       | 1981.       | 1971.        |
| Srbi          | 4 (100,0 %) | 6 (100,0 %) | 19 (95,00 %) |
| ostali        | 0           | 0           | 1 (5,000 %)  |
| ukupno        | 4           | 6           | 20           |

### Popis 2013.
| Miruše        |             |
| godina popisa | 2013.       |
| Srbi          | 4 (100,0 %) |
| ukupno        | 4           |

## Vanjske poveznice
- Službene mrežne stranice općine Bileća